# Sakurako Mukōgawa
Sakurako Mukōgawa (jap. 向川 桜子; * 20. Januar 1992 in Yokote, Akita) ist eine japanische Freestyle-Skierin und ehemalige Skirennläuferin. Sie startete in den Disziplinen Super-G, Riesenslalom, Slalom und Kombination und war vor allem im Far East Cup erfolgreich. 2019 nahm sie an der Weltmeisterschaften in Åre und 2022 an den Olympischen Spielen in Peking teil. Danach wechselte sie zum Skicross.

## Biografie

### Ski Alpin
Sakurako Mukōgawa bestritt noch vor ihrem 16. Geburtstag im chinesischen Wanlong Ski Resort ihre ersten FIS-Rennen. Im März 2008 gab sie im Riesenslalom von Shigakogen ihr Debüt im Far East Cup. Nach mehreren Platzierungen unter den besten zehn startete sie im Februar 2010 bei den Juniorenweltmeisterschaften in Chamonix. Bei zwei weiteren JWM-Teilnahmen blieb Slalom-Platz 18 in Québec 2013 ihr bestes Resultat. Außerdem nahm Mukōgawa zwischen 2011 und 2015 dreimal an der Winter-Universiade teil, wobei sie mit Kombinationsrang sieben in der Sierra Nevada am besten abschnitt. Ihre mit Abstand größten Erfolge konnte die Japanerin im Far East Cup feiern: Ihr erster von insgesamt 16 Siegen gelang ihr am 6. Dezember 2011 im Riesenslalom von Wanlong. Zwei Saisons später sicherte sie sich erstmals den Gewinn der Gesamtwertung. 2016/17 musste sie sich trotz mehrerer Rennsiege ihrer Landsfrau Asa Andō geschlagen geben. Im folgenden Winter feierte Mukōgawa zehn Siege in vier verschiedenen Disziplinen und entschied die Gesamtwertung mit der Rekordzahl von 1942 Punkten für sich. Mit konstanten Leistungen konnte sie den Titel zweimal verteidigen, obwohl ihr keine weiteren Siege mehr glückten. Ihr letztes von mehr als 200 Rennen im Far East Cup bestritt sie im März 2021 in Juschno-Sachalinsk. Zwischen 2013 und 2021 kürte sie sich dreimal zur japanischen Meisterin im Slalom.
Am 16. Dezember 2012 gab Mukōgawa im Riesenslalom von Courchevel ihr Weltcup-Debüt. Danach kam sie in den technischen Disziplinen zu vereinzelten Weltcup-Einsätzen, konnte sich aber nie für einen zweiten Durchgang qualifizieren. Im Februar 2019 nahm sie an den Weltmeisterschaften in Åre teil, wo sie im Slalom ausschied. Neun Jahre nach ihrem ersten Start gelang ihr mit Rang 27 in Lienz die erste und einzige Platzierung in den Weltcup-Punkterängen. Damit qualifizierte sie sich für die Olympischen Winterspiele in Peking, wo sie jeweils mit erheblichem Rückstand die Ränge 31 und 35 in Riesenslalom und Slalom belegte.

### Freestyle-Skiing
Am 6. Juli 2022 gab Sakurako Mukōgawa das Ende ihrer Laufbahn im alpinen Skisport und den gleichzeitigen Wechsel zum Freestyle-Skiing bekannt. Sie begründete den Schritt damit, mit den erreichten Leistungen zufrieden zu sein und sich künftig neuen Herausforderungen widmen zu wollen. Als langfristiges Ziel nennt sie die Teilnahme an den Olympischen Spielen 2026 in den italienischen Alpen. Im November 2022 gab sie im Rahmen der österreichischen Skicross-Meisterschaften auf dem Pitztaler Gletscher ihr internationales Renndebüt. Am Tag darauf belegte sie in ihrem ersten Europacup-Skicross Rang 33.
2014 machte Sakurako Mukōgawa ihren Abschluss an der Fakultät für Erziehungswissenschaften der Waseda-Universität in Tokio. Die späteren Olympiateilnehmer Hiroyuki Miyazawa (Langlauf) und Yoshito Watabe (Nordische Kombination) waren ihre Kommilitonen.

## Erfolge Ski Alpin

### Olympische Spiele
- Peking 2022: 31. Riesenslalom, 35. Slalom

### Weltcup
- 1 Platzierung unter den besten 30

### Weltcupwertungen
| Saison  | Gesamt | Gesamt | Slalom | Slalom |
| Saison  | Platz  | Punkte | Platz  | Punkte |
| ------- | ------ | ------ | ------ | ------ |
| 2021/22 | 121.   | 4      | 53.    | 4      |

### Juniorenweltmeisterschaften
- Mont Blanc 2010: 57. Slalom, 78. Riesenslalom
- Roccaraso 2012: 36. Super-G
- Québec 2013: 18. Slalom

### Far East Cup
- Saison 2008/09: 8. Slalomwertung
- Saison 2009/10: 6. Riesenslalomwertung
- Saison 2010/11: 8. Super-G-Wertung, 9. Kombinationswertung
- Saison 2011/12: 8. Riesenslalomwertung
- Saison 2012/13: 3. Gesamtwertung, 1. Riesenslalomwertung, 2. Slalomwertung, 9. Super-G-Wertung, 9. Kombinationswertung
- Saison 2013/14: 1. Gesamtwertung, Slalomwertung, Kombinationswertung, 2. Riesenslalomwertung, 2. Super-G-Wertung
- Saison 2014/15: 7. Super-G-Wertung, 10. Slalomwertung
- Saison 2015/16: 7. Gesamtwertung, 5. Slalomwertung, 9. Riesenslalomwertung
- Saison 2016/17: 2. Gesamtwertung, 1. Super-G-Wertung, 1. Kombinationswertung, 2. Slalomwertung, 4. Riesenslalomwertung
- Saison 2017/18: 1. Gesamtwertung, 1. Riesenslalomwertung, 1. Slalomwertung, 1. Kombinationswertung, 2. Super-G-Wertung
- Saison 2018/19: 1. Gesamtwertung, 2. Riesenslalomwertung, 3. Super-G-Wertung, 4. Slalomwertung, 5. Kombinationswertung
- Saison 2019/20: 1. Gesamtwertung, 1. Riesenslalomwertung, 2. Slalomwertung
- Saison 2020/21: 4. Gesamtwertung, 3. Slalomwertung, 8. Riesenslalomwertung

- 63 Podestplätze, davon 16 Siege:

| Datum             | Ort                     | Land     | Disziplin    |
| ----------------- | ----------------------- | -------- | ------------ |
| 6. Dezember 2012  | Wanlong Ski Resort      | China    | Riesenslalom |
| 2. März 2014      | Shizukuishi             | Japan    | Super-G      |
| 12. Dezember 2016 | Wanlong Ski Resort      | China    | Slalom       |
| 30. März 2017     | Ontake                  | Japan    | Super-G      |
| 30. März 2017     | Ontake                  | Japan    | Kombination  |
| 31. März 2017     | Ontake                  | Japan    | Super-G      |
| 8. Dezember 2017  | Wanlong Ski Resort      | China    | Riesenslalom |
| 14. Dezember 2017 | Songhua Lake Ski Resort | China    | Slalom       |
| 15. Dezember 2017 | Songhua Lake Ski Resort | China    | Riesenslalom |
| 16. Dezember 2017 | Songhua Lake Ski Resort | China    | Riesenslalom |
| 11. Januar 2018   | High1 Resort            | Südkorea | Slalom       |
| 12. Januar 2018   | High1 Resort            | Südkorea | Super-G      |
| 12. Januar 2018   | High1 Resort            | Südkorea | Kombination  |
| 15. Januar 2018   | High1 Resort            | Südkorea | Slalom       |
| 11. März 2018     | Sapporo                 | Japan    | Slalom       |
| 16. März 2018     | Juschno-Sachalinsk      | Russland | Kombination  |

### Weitere Erfolge
- 3 japanische Meistertitel (Slalom 2013, 2018 und 2021)
- Sieg bei den russischen Meisterschaften im Super-G 2018
- 17 Siege in FIS-Rennen